# Marian Cegielski (inżynier)
Marian Cegielski (ur. 29 lipca 1925 r. w Tarnopolu, zm. 2012 r.) – polski inżynier elektryk. 

## Życiorys
Absolwent Politechniki Wrocławskiej w 1951 r. W latach 1951–1952 pracował w Zakładach Energetycznych Okręgu Dolnośląskiego. W latach 1958–1964 i 1968-1972 pracował w Instytucie Automatyki Systemów Energetycznych we Wrocławiu Od 1952 pracownik naukowy Politechniki Wrocławskiej, stopień doktora nauk technicznych uzyskał w 1961 r., stopień doktora habilitowanego w 1969 r., w roku 1982 otrzymał tytuł profesora nadzwyczajnego a w 1993 r. tytuł profesora i stanowisko profesora na Wydziale Elektrycznym Politechniki Wrocławskiej. Wypromował 12 doktorów, był opiekunem 7 rozpraw habilitacyjnych. W latach 1991–2000, przez trzy kolejne kadencje był członkiem Centralnej Komisji ds. Tytułów i Stopni Naukowych. Był prodziekanem w latach 1975-1978 i dziekanem Wydziału Elektrycznego w latach 1984-1990. Doktor honoris causa uniwersytetu w Mariupolu. Został patronem sali wykładowej nr 28 w budynku D-1 (Nowy Elektryczny). 

## Ordery i odznaczenia
Odznaczony Krzyżem Kawalerskim Orderu Odrodzenia Polski, Medalem Komisji Edukacji Narodowej, odznaką honorową „Zasłużony dla Energetyki”, Złotym Krzyżem Zasługi oraz Medalem Politechniki Wrocławskiej.